# 7289 Kamegamori
7289 Kamegamori è un asteroide della fascia principale. Scoperto nel 1991, presenta un'orbita caratterizzata da un semiasse maggiore pari a 2,3188205 UA e da un'eccentricità di 0,1353624, inclinata di 8,40488° rispetto all'eclittica.